# Würzburgi püspöki palota
A würzburgi püspöki palota egy barokk épület Würzburg városában; 1981 óta a világörökség része.

## Története
A palota építését 1720-ban, Johann Philipp Franz von Schönborn würtzburgi püspök alatt kezdték, aki azonban négy év múlva meghalt és nem érte meg az építkezés befejezését. A megbízást az akkor 33 éves Balthasar Neumann kapta, aki az elhunyt püspök testvérének, Friedrich Carl von Schönborn püspöknek az idejében a nyers építést befejezte. A belső kivitelezéssel, a freskókkal és a stukatúrákkal többek között Giovanni Battista Tiepolo (lépcsőház a világ legnagyobb egybefüggő freskójával, császárterem, udvari templom), Antonio Giuseppe Bossi és Johannes Zick (kerti terem) foglalkoztak.

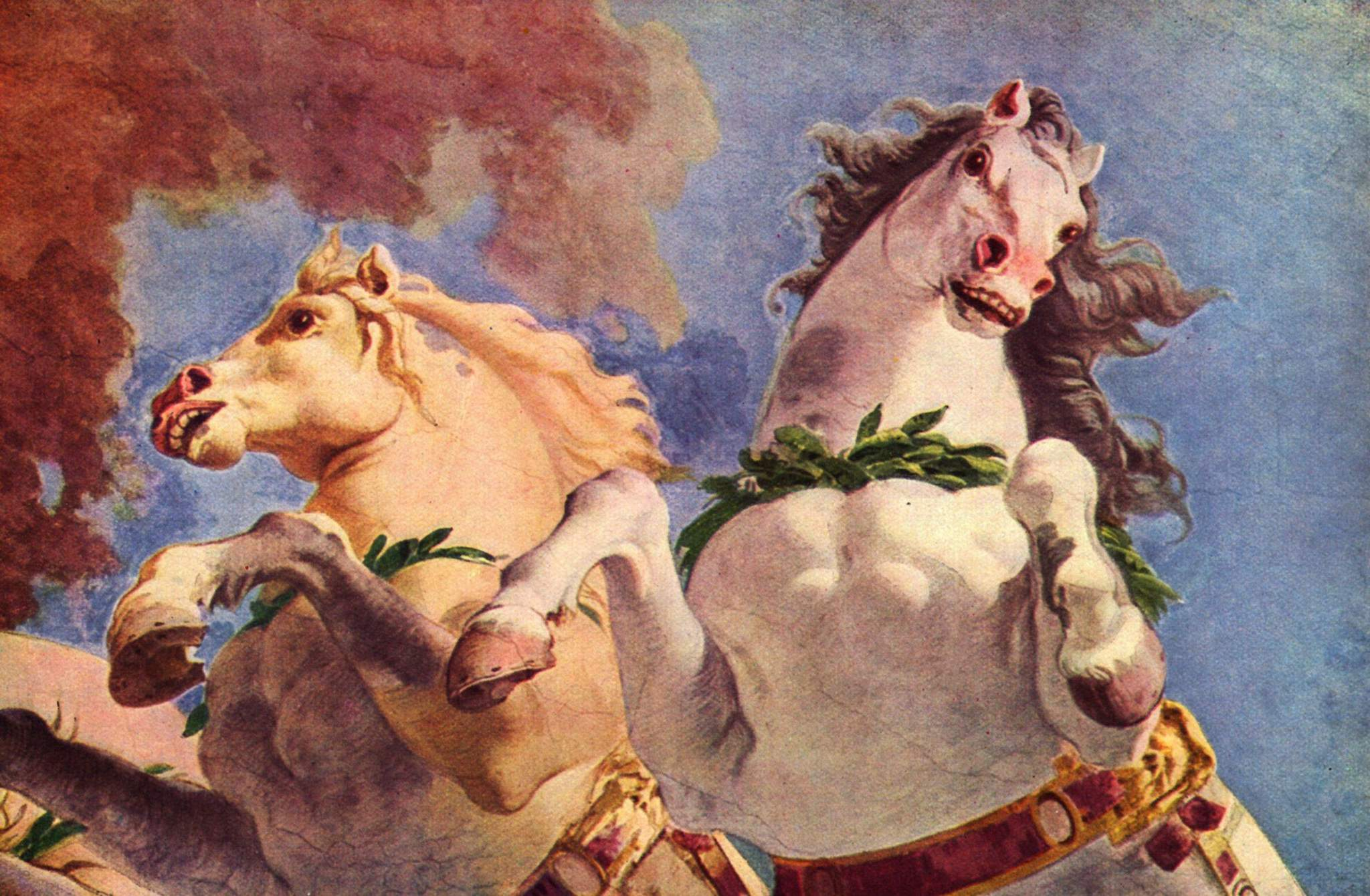
Tiepolo: Apollón lovai

Az építkezés egységes tervek szerint valósult meg – ami nagyon ritka egy ilyen nagy épületegyüttesnél. A szintézis Balthasar Neumann érdeme – ő volt az, aki az építőmesterek (Maximilian von Welsch, Robert de Cotte, Gabriel Germain Boffrand, Anselm Franz von Ritter zu Groenesteyn és Johann Lukas von Hildebrandt) javaslatait egységbe foglalta.
A második világháborúban legsúlyosabban a püspöki székhely oldalszárnyai károsodtak. A lépcsőház felett ugyan hiányzott a fedél, de a Tiepolo-freskókat egy ideiglenes megoldással sikerült megmenteni. A végleges helyreállítás csak az 1980-as években következett be a tükörkabinet befejezésével.

## Leírás

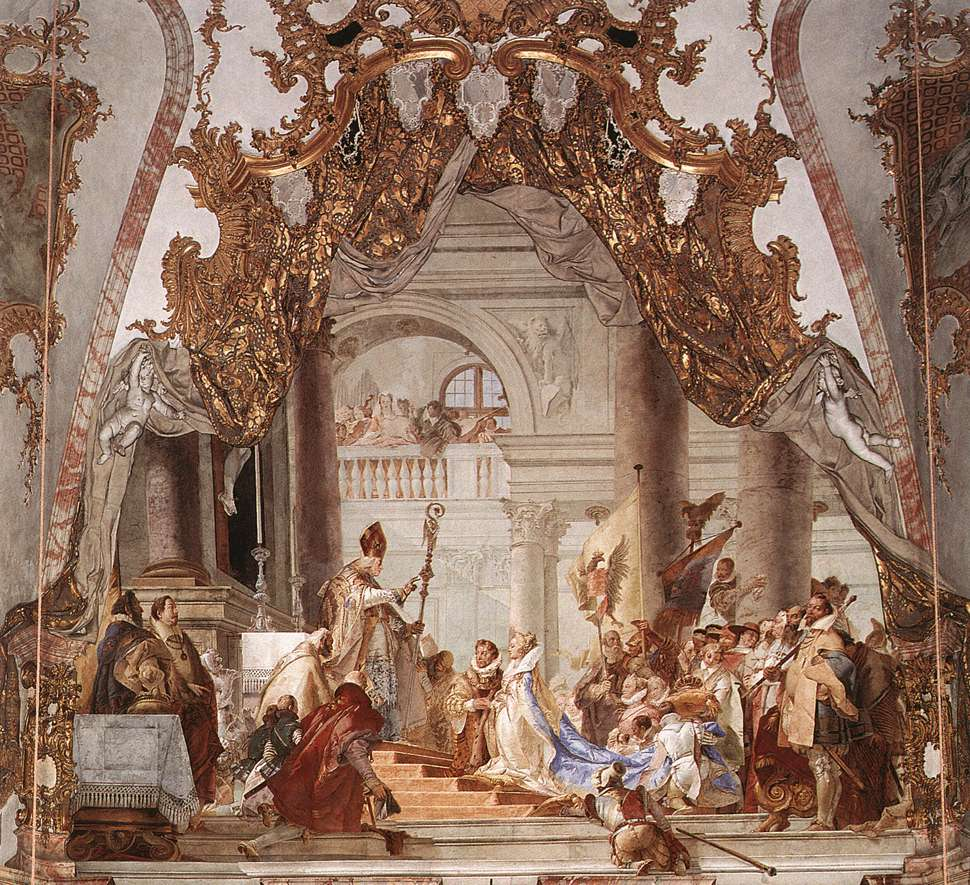
Tiepolo: Barbarossa Frigyes és Burgundiai Beatrix esküvője

Alapjában véve egy téglalap alakú telken épült többudvaros épületről van szó, amelyből a város felőli oldalon egy díszudvarnak szakítottak helyet. Ezzel a würzburgi püspöki palota kompromisszum egy háromszárnyú és egy sokudvaros épület között. A méretek olyan hatalmasak, hogy a kerti front hossza 167 méter.
A reprezentatív termek sorából kiemelkedik a lépcsőház, amely azonban nem központi fekvésű, hanem az előcsarnokból északi irányba nyúlik. A gigantikus méretei folytán a lépcsőház csak a casertai királyi palotához hasonlítható, amellyel szerkezetében is rokonságot mutat. 

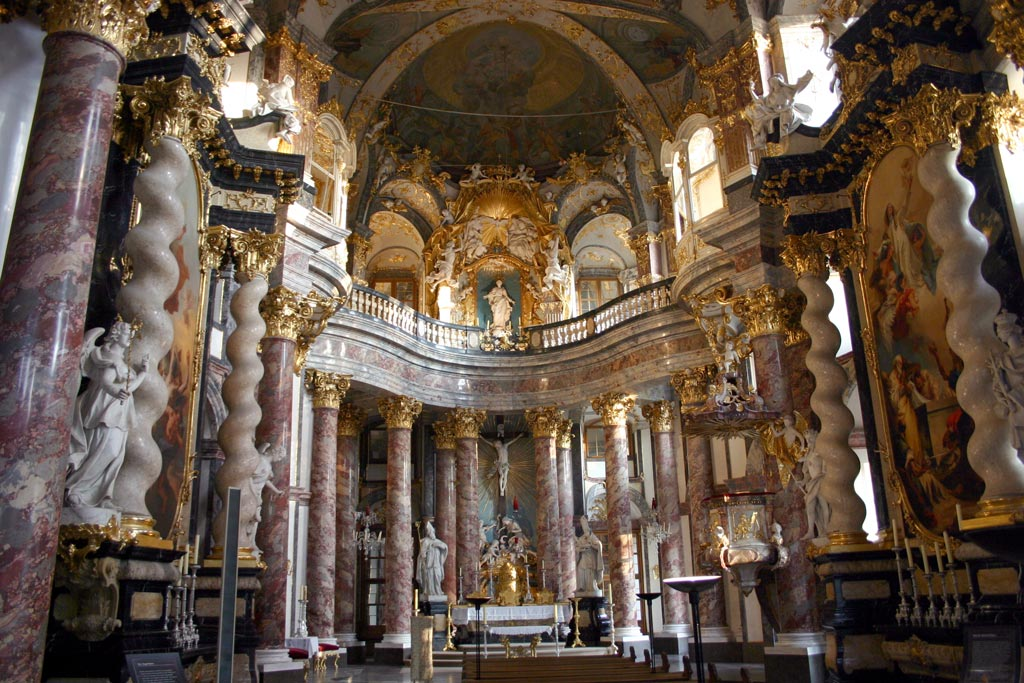
Az udvari templom belseje

További két jelentős helyiség a császárterem és a tükörkabinet, mindkettő egyedülálló a 18. században. A császárterem – amely még Balthasar Neumann életében elkészült – feltehetőleg a leghűbb kifejezése Neumann díszítési koncepciójának.  A zöld kabinet, a velencei szoba, a fehér szoba és az udvari templom mind a frank rokokó kiemelkedő alkotásai.
A bejárat és lépcső hatalmas terét a világ legnagyobb egybefüggő mennyezeti freskója íveli át, amelyet Giovanni Battista Tiepolo festett 1752–1753 között. A művész fő segítője fia, Giovanni Domenico Tiepolo volt. A téma: az uralom a világ, a négy kontinens felett. Ennek egy vázlata, amely az püspök számára készült 1752-ben, ma a New York-i Metropolitan Museumban található. A falak visszafogottan fehérek, így a mennyezeti freskó a lehető legjobban érvényesül.

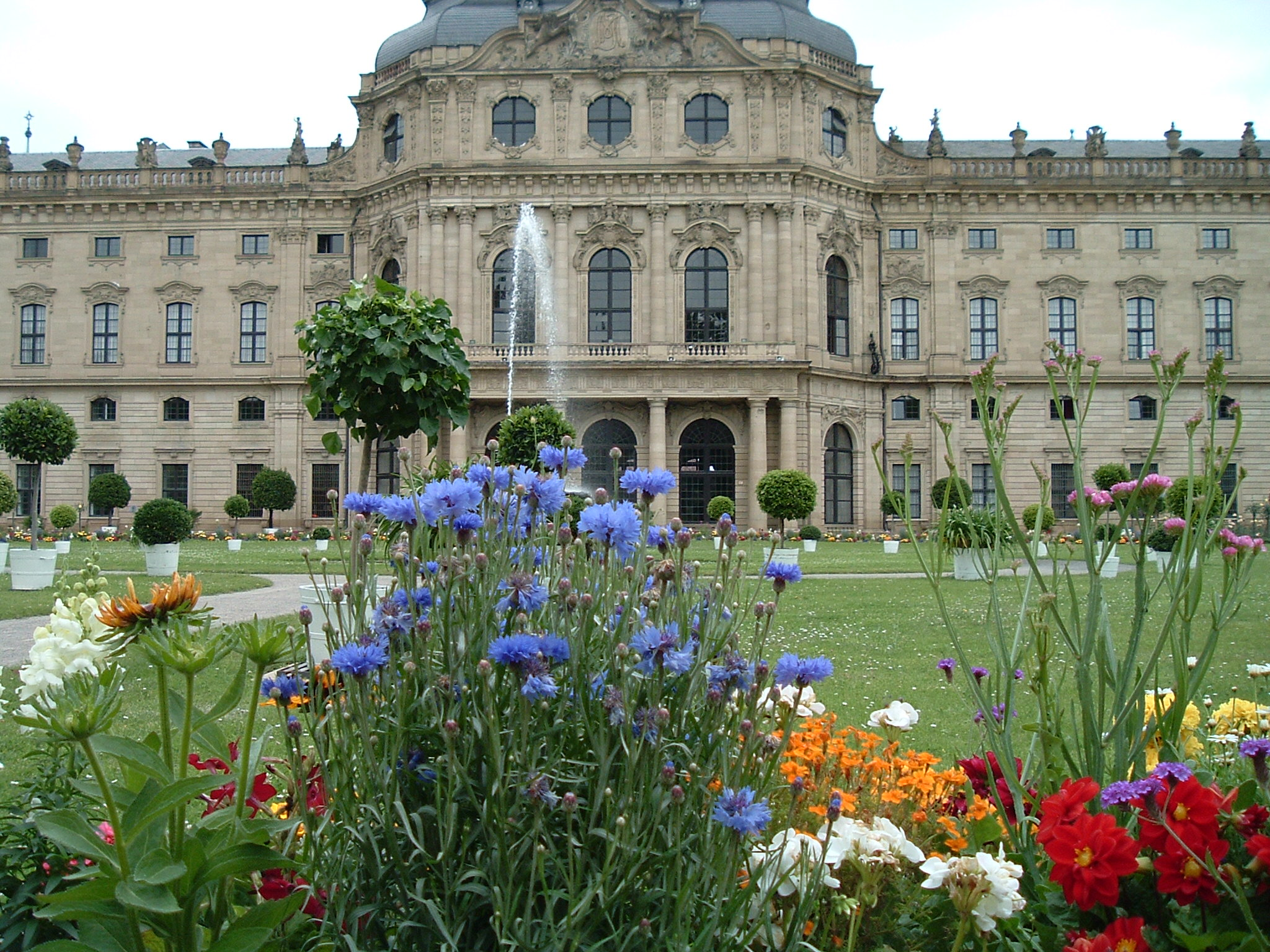
A palota kertje

Miután Schönborn püspök hagyta meggyőzni magát arról, hogy az udvari templom a székhely délnyugati sarkába kerüljön, a tervezés döntő szakaszba került. Neumannak (akit ma a legfontosabb német barokk építőmesternek tartanak) az volt a legfőbb gondja, hogy megőrizze a palota egységes küllemét és figyelembe vegye a homlokzat felosztását ablakokkal és emeletekkel. Neumann úgy próbálta megoldani a feladatot, hogy a teret úgy tagolta oszlopokkal, hogy figyelembe vegye az ablakokban gazdag külső falak hosszát és magasságát. 
A kertet számos szobor, puttó, váza és ülőbútor díszíti, amelyeket Peter Wagner tervezett. A kert bejáratát a tiroli Georg Oegg kovácsolt rácsai ékesítik. Az 1894-ben készült Franconia-kúton Walther von der Vogelweide, Matthias Grünewald és Tilman Riemenschneider alakja látható.

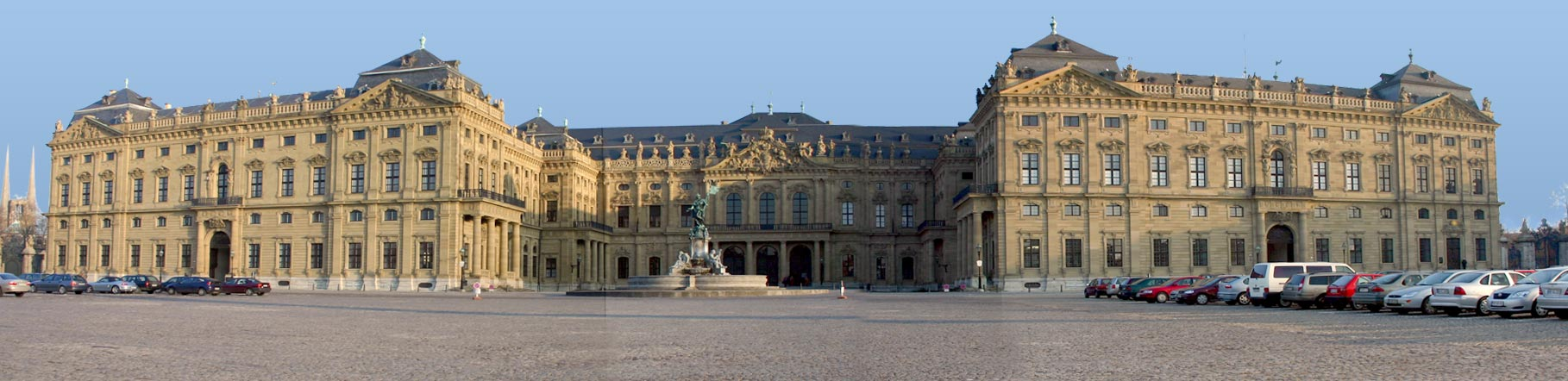
A würzburgi püspöki székhely előnézetből

## Fordítás
- Ez a szócikk részben vagy egészben a Würzburger Residenz című német Wikipédia-szócikk ezen változatának fordításán alapul.  Az eredeti cikk szerkesztőit annak laptörténete sorolja fel. Ez a jelzés csupán a megfogalmazás eredetét és a szerzői jogokat jelzi, nem szolgál a cikkben szereplő információk forrásmegjelöléseként.